# I.G.H.
Pour les articles homonymes, voir IGH.
I.G.H. (titre original : High-Rise) est un roman de science-fiction publié en 1975 de l'écrivain britannique J. G. Ballard. L'intrigue se déroule dans de luxueux et ultramodernes gratte-ciel, dénommés les IGH (pour « immeuble de grande hauteur »).
I.G.H. fait partie, avec les romans Crash ! et L'Île de béton du même auteur, d'un triptyque surnommé La Trilogie de béton.
High-Rise, une adaptation cinématographique du roman, était en projet pour 2011, sous la direction du réalisateur Vincenzo Natali, mais elle a finalement été réalisée par Ben Wheatley et est sortie en 2015 (avril 2016 pour la France).

## Intrigue
Après son divorce, le Dr. Robert Laing déménage à la périphérie londonienne où de nouveaux immeubles ont pris pied : les I.G.H, les Immeubles de Grande Hauteur.
Ces immeubles sont de véritables villes intérieures : 1000 appartements répartis sur 40 étages, le dixième renfermant des dizaines de services proposés à la population tels que boulangeries, piscines, boutiques, écoles, banques, salles de sport ou encore restaurants. Le Dr Laing emménage au 25e étage, étage appartenant à la classe moyenne. En effet, les étages des immeubles représentent la place hiérarchique des habitants : la classe la moins aisée logera dans les bas étages, la classe moyenne aux étages à mi-hauteur, et la classe aristocratique dans les appartements luxueux des étages supérieurs.
Mais rapidement, le calme de cette prison d'or est ébranlé lorsqu'une panne d'électricité survient au 10ème étage, plongeant ainsi tous les habitants dans un inconfort inhabituel. Et lorsque la faim commence à animer chaque personne, des escarmouches et des orgies sanglantes opposent les habitants. Certains vont même jusqu'à réclamer la privatisation des piscines ou des ascenseurs, assassiner leurs voisins ou amis pour se nourrir et des raids sont organisés pour voler les autres habitants. Une fois les règles élémentaires de société bafouées, les êtres qui habitent ces tours ne sont plus que des animaux dépourvus de morale et de tenue ayant recours aux pires horreurs possibles pour survivre, notamment le Dr Laing qui n'échappe pas à cette folie contagieuse. Les habitants ne sortent plus de l'immeuble et ne travaillent plus, restant enfermés dans leurs appartements afin de les défendre des attaques « ennemies ».
Les jours passant, les immeubles eux-mêmes se détruisent, rongés par un mal incontrôlable, et cette destruction semble avancer de concert avec la folie dans laquelle sombrent leurs habitants. Nul ne conçoit d'alerter le monde extérieur, notamment les forces de sécurité malgré les corps inanimés jonchant les couloirs et les logements.
Dans les derniers moments de l'histoire, les habitants ont perdu toute morale et retenue et se sont transformés en barbares humains. Guerres tribales et cannibalisme règnent. Ils s'adonnent à des mutilations, amours incestueuses, usent de drogues diverses, et semblent posséder un goût prononcé pour toutes sortes de déviances sexuelles. Le Dr Laing, lui-même devenu fou, finit par faire cuire, au barbecue, le chien d'un des habitants.

## Distinction
Le roman est cité dans La Bibliothèque idéale de la SF (1988).

## Éditions
- I.G.H., Calmann-Lévy, coll. « Dimensions SF » no 18, 1976 (édition parue avec deux couvertures différentes)  (ISBN 2-7021-0096-1)
- I.G.H., Le Livre de poche no 5164, 1978  (ISBN 2-253-02084-2)
- I.G.H., Pocket, coll. « Science-fiction / Fantasy » no 5287, 1988  (ISBN 2-266-02177-X)
- I.G.H., Denoël, coll. « Des heures durant » no 2 avec Crash ! et L'Île de béton, 2006  (ISBN 2-207-25837-8)